# سوزی سولیدور
سوزی سولیدور (فرانسوی: Suzy Solidor‎; ۱۸ دسامبر ۱۹۰۰ – ۳۰ مارس ۱۹۸۳) خواننده و بازیگر اهل فرانسه بود.